# Conecto
A Conecto („összekapcsolódás”) Vastag Csaba többszörös Fonogram díjas énekes második, 2013-ban megjelent nagylemeze.
Minden eredményünk közös, mert mindannyian beletesszük egy részünket. Most az én egy részem adom neked. A kapcsolatot, amit mától mindannyiunkat összetart. Hiszek a közösségben, hiszek az összekapcsolódásban... Hiszek benned... Ez a Conecto.

## Története
A lemez előmunkálatai még 2012-ben kezdődtek. A lemezen többen is dolgoztak, olyanok mint Müller Péter Sziámi, Rakonczai Viktor és Majoros Péter (Majka). 2012 év végén sokat dolgozott, dolgoztak a lemezen. Még ebben az évben két dalt is bemutatott a megjelenő lemezéről. Az első volt a Szerelem vándora, amit a Való Világ 5 fináléjában mutatott be. A dal később egy klipet is kapott, és rengeteg elismerést és díjat. A YouTube videómegosztó oldalon pedig rengeteg nézettséget szerzett a dal. A második dal pedig Ugye érzed címmel jelent meg, aminek premierjét az X-Faktor 3. évadának a hatodik döntőjében hallhattunk először. Ez a dal is kisebb-nagyobb sikereket ért el. A munkálatok viszont kicsit szüneteltek, mikor Csaba a Szombat esti lázban táncolt partnerével Mármarosi Tündével amit később meg is nyertek. Viszont emiatt egy kicsit talán késett is az album. Csaba 2013 nyarán a munkák mellett rengeteget fellépett. A felvételek 2013 októberében és novemberében zajlottak. Az album megjelenése előtt még egy dalt bemutatott az X-Faktor színpadán, a Megküzdök érted című dalt. Pár napra rá már a rádiók is játszották. Decemberben kiadásra került az album. Csaba az albumán dalszövegíróként és zeneszerzőként is részt vett. Csabának több lemezbemutató koncertje is várható a közeljövőben, majd egy világszínvonalú koncertturnéra is készül a jövő évben.

## Az album dalai
|     | Szám címe               | Szövegírók                               | Dalszerzők                        | Hossz |
| --- | ----------------------- | ---------------------------------------- | --------------------------------- | ----- |
| 1.  | Megküzdök érted         | Vastag Csaba, Müller Péter               | Szabó Zé, Rakonczai Viktor        | 3:44  |
| 2.  | Szerelem vándora        | Vastag, Geszti Péter                     | Vastag, Szabó Zé                  | 4:19  |
| 3.  | Kell, hogy mindig ölelj | Vastag, Jánosi                           | Vastag, Berkes Gábor, Vígh Arnold | 3:53  |
| 4.  | A nap mikor születtél   | Vastag, Kenéz Gábriel                    | Kenéz Gábriel                     | 3:28  |
| 5.  | Őrült éjjel             | Vastag, Jánosi                           | Szabó Zé, Rakonczai Viktor        | 3:32  |
| 6.  | Nézd meg jól            | Vastag, Majka                            | Kelemen Huba                      | 3:03  |
| 7.  | Ugye érzed              | Vastag, Major Eszter                     | Szabó Zé                          | 3:47  |
| 8.  | Vendég                  | Vastag, Müller Péter                     | Vígh Arnold                       | 3:53  |
| 9.  | Háború                  | Vastag, Dandó Zolika                     | Dandó Zolika                      | 3:24  |
| 10. | Félig rajzolt képregény | Vastag, Dandó Zolika                     | Dandó Zolika                      | 4:02  |
| 11. | Törékeny világom        | Vastag, Vígh Arnold                      | Vastag, Vígh Arnold               | 3:46  |
| 12. | Fordul a bolygó         | Vastag, Závodi Gábor                     | Závodi Gábor                      | 4:04  |
| 13. | Őrizd az álmod          | Vastag Csaba, Vastag Tamás, Major Eszter | Rakonczai Viktor Rácz Gergő       | 4:30  |
| 14. | Papírlapok a szélben    | Vastag, Závodi Gábor                     | Vastag, Závodi Gábor              | 3:15  |

### Bónusz dalok
|    | Szám címe         | Hossz |
| -- | ----------------- | ----- |
| 1. | This Is Your Life | 3:37  |
| 2. | I Love You        | 3:50  |

## Kislemezek
- Őrizd az álmod : 1. Őrizd az álmod 2. Őrizd az álmod (angol verzió) 3. Őrizd az álmod (akusztikus változat)
- Szerelem Vándora : 1. Szerelem vándora 2. Szerelem vándora (hosszabb verzió)
- Ugye érzed
- Megküzdök érted : 1. Megküzdök érted 2. Őrült éjjel

## Conecto-turné
Az album megjelenése után, Csaba folyamatosan készülődött a lemezbemutató koncertekre illetve a nagy nyári turnéra. Három nagyobb lemezbemutató koncertje volt, Budapesten a Syma csarnokba, Debrecenbe illetve Pécsen. Mind a három szuperkoncert nagy sikert aratott. A márciusi nagykoncertek után, Csaba május végén kezdte meg a turnét, zenekarával. A koncertsorozat címe CONECTO:A mi utunk lett. A koncertsorozat a jelen állas szerint, az év végén ér majd véget.

### A Conecto turné dalai
1. Már tudom
2. Megküzdök érted
3. Vendég
4. Ugye érzed
5. Törékeny világom
6. Kartonvilág
7. A nap mikor születtél
8. Törött tükör
9. Szállj
10. Hangokba zárva (Vastag Tamással)
11. Őrizd az álmod (Vastag Tamással)
12. Őrült éjjel
13. Papírlapok a szélben
14. Kell, hogy mindig ölelj
15. Szerelem vándora
16. My Way
17. Jégszív
18. Menedék

Ezen kívül öccse, Vastag Tamás is énekel két számot: 
- Soha még
- Holnaptól

A koncertsorozat listáját ősztől átalakítják.
1. Már tudom
2. Vendég
3. Ugye érzed
4. Törékeny világom
5. Félig rajzolt képregény
6. A nap mikor születtél
7. Törött tükör
8. Hangokba zárva (Vastag Tamással)
9. Őrizd az álmod (Vastag Tamással)
10. Megküzdök érted
11. Háború
12. Szállj
13. Őrült éjjel
14. Papírlapok a szélben
15. Kell, hogy mindig ölelj
16. Szerelem vándora
17. My Way
18. Jégszív
19. Menedék